# Calophyllum banyengii
Calophyllum banyengii är en tvåhjärtbladig växtart som beskrevs av P.F. Stevens. Calophyllum banyengii ingår i släktet Calophyllum och familjen Calophyllaceae. Inga underarter finns listade i Catalogue of Life.